# Liste von Käsesorten aus dem Vereinigten Königreich
Diese Liste enthält Käsesorten aus dem Vereinigten Königreich. Das British Cheese Board geht davon aus, dass es mindestens 700 benannte Käsesorten gibt, die im Vereinigten Königreich hergestellt werden.

## Liste
| Herkunftsbezeichnung                      | Region                               | Milch von: | Schutz | Typ                               | Abbildung |
| ----------------------------------------- | ------------------------------------ | ---------- | ------ | --------------------------------- | --------- |
| Beacon Fell traditional Lancashire cheese | Lancashire                           | Kuh        | g.U.   | Hartkäse                          |           |
| Bonchester                                | das englisch-schottische Grenzgebiet | Kuh        | g.U.   | Weichkäse                         |           |
| Buxton blue                               | Buxton in Derbyshire                 | Kuh        | g.U.   | Hartkäse (mit Blauschimmel)       |           |
| Caboc                                     | Highlands                            | Kuh        |        |                                   |           |
| Caerphilly                                | Wales                                | Kuh        |        | Schnittkäse                       |           |
| Cheddar                                   | Somerset                             | Kuh        |        | Schnittkäse                       |           |
| Chester                                   | Cheshire                             | Kuh        |        | Schnittkäse                       |           |
| Colwick Cheese                            | Nottingham                           | Kuh        |        | Frischkäse                        |           |
| Dorset Blue Cheese                        | Dorset                               |            | g.g.A. |                                   |           |
| Dovedale cheese                           |                                      |            | g.U.   |                                   |           |
| Exmoor Blue Cheese                        |                                      |            | g.g.A. |                                   |           |
| Double Gloucester                         | Gloucestershire                      | Kuh        |        | halbfester Schnittkäse            |           |
| Lanark Blue                               |                                      | Schaf      |        |                                   |           |
| Orkney Scottish Island Cheddar            | Orkney Islands                       |            | g.g.A. |                                   |           |
| Red Leicester                             | Leicestershire                       | Kuh        |        | Schnittkäse                       |           |
| Sage Derby                                |                                      | Kuh        |        | halbfester Hartkäse (Schnittkäse) |           |
| Single Gloucester                         |                                      |            | g.U.   |                                   |           |
| Spenwood                                  | Berkshire                            | Schaf      |        | Hartkäse                          |           |
| Staffordshire Cheese                      | Staffordshire                        |            | g.U.   |                                   |           |
| Stilton                                   | Cambridgeshire                       | Kuh        | g.U.   | Blauschimmelkäse                  |           |
| Stinking Bishop                           | Gloucestershire                      | Kuh        |        | halbfester Schnittkäse            |           |
| Swaledale                                 | Yorkshire Dales                      |            | g.U.   | Hartkäse                          |           |
| Swaledale ewes’ cheese                    |                                      |            | g.U.   |                                   |           |
| Teifi                                     | Wales                                | Kuh        |        | Schnittkäse                       |           |
| Teviotdale cheese                         |                                      |            | g.g.A. |                                   |           |
| Traditional Ayrshire Dunlop               | Ayrshire                             |            | g.g.A. |                                   |           |
| West Country farmhouse Cheddar cheese     |                                      |            | g.U.   |                                   |           |
| Wigmore                                   | Berkshire                            | Schaf      |        | halbfester Schnittkäse            |           |
| Yorkshire Wensleydale                     | Yorkshire Dales                      | Kuh        | g.g.A. | Hartkäse                          |           |